# 陸

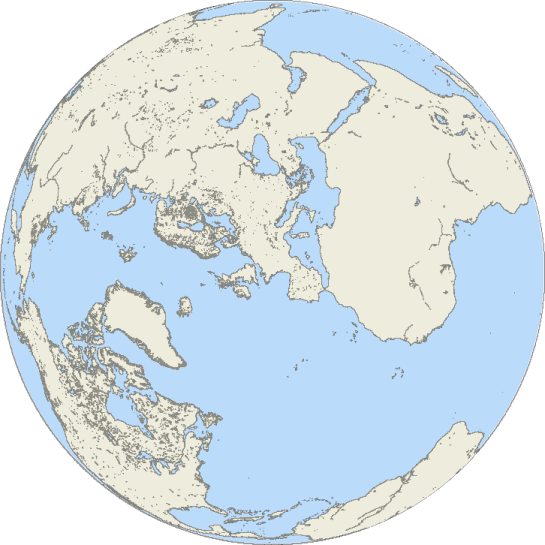
陸半球

陸（りく）とは、地球の表面のうち海水に覆われていない部分を指す。陸地（りくち）ともいう。対義語は海。
陸地は地球の表面の約28.9%を占め、総面積は約1億4724万km2である。その面積の大きさによって、おおよそ大陸と島に大別される。